# Aalen
Aalen é uma cidade da Alemanha, no distrito dos Alpes Orientais, na região administrativa de Estugarda, estado de Baden-Württemberg, nas margens do Kocher, na vertente norte do Jura da Suábia. São importantes no município a indústria siderúrgica, mecânica, têxtil e química, bem como o artesanato.
Era conhecida como Alas (Alae) durante o período romano.